# Résolution 10 du Conseil de sécurité des Nations unies
Membres permanents
- Chine
- États-Unis
- France
- Royaume-Uni
- URSS

Membres non permanents
- Australie
- Brésil
- Égypte
- Mexique
- Pays-Bas
- Pologne

Résolution no 9 Résolution no 11
La résolution 10 est une résolution du Conseil de sécurité de l'ONU qui a été votée le 4 novembre 1946 et qui décide de retirer la question espagnole des affaires dont il est saisi.

## Texte
- Résolution 10 sur fr.wikisource.org
- Résolution 10 sur en.wikisource.org